# Mateur
Mateur (arabe : ماطر ) est une ville du nord de la Tunisie située à 66 kilomètres au nord-ouest de Tunis.

## Étymologie
La racine étymologique du nom de la ville est très controversée. L'historien grec du Ier siècle av. J.-C., Polybe, indique que les Carthaginois, défaits à la bataille d'Himère survenue au large de la Sicile en 480 av. J.-C., avaient compris qu'ils ne pouvaient régner sur mer sans disposer des terres nécessaires : ils commencèrent donc par conquérir les plaines environnant Carthage et Utique. Une aire de culture carthaginoise commence alors à se mettre en place. Des cités éloignées de la mer sont fondées et, au vu de la proximité de Mateur par rapport à Utique, le témoignage de Polybe laisse supposer que Mateur aurait été fondée à cette époque.
Matarensis aurait été le nom latin donné à un oppidum situé sur ce site durant la période antique. Le nom connaît plusieurs variantes telles que Materense, Matarus, Matari, Mataris, Matar et Mataritanae. En latin, mater signifie « mère » mais aussi par extension « cité mère », « patrie » et « métropole ». Quant aux différentes formes, il est possible que cela soit un seul nom puisque chaque mot latin s'écrit nécessairement de douze manières différentes selon sa fonction dans la phrase et selon qu'il est au singulier ou au pluriel.
Selon les arabisants, il y aurait un rapprochement à faire avec le terme arabe matra (pluriel amtar) qui signifie « précipitations » en lien avec la pluviosité de la région. Le premier historien arabe qui aurait mentionné ce nom est le géographe Al-Bakri dans son Al Massalek Wal Mamelek : « une plaine peuplée par les Arabes conquérants [ceux qui sont venus lors des débuts de la conquête musulmane du Maghreb] autour d'une castella [ensemble de châteaux] appelée matira ».

## Géographie
Située dans le sud-ouest du gouvernorat de Bizerte, Mateur est le chef-lieu d'une délégation comptant 47 562 habitants alors que la ville même compte 34 010 habitants en 2014,.
À proximité se trouve le parc national de l'Ichkeul, site protégé par de nombreuses institutions internationales dont l'Unesco et la WWF, en raison de la diversité de sa faune et de sa flore, il abrite le lac du même nom qui est l'un des plus grands lac naturels d'eau douce d'Afrique du Nord.

## Histoire
À la suite de la signature du traité du Bardo, le 12 mai 1881, entre le bey de Tunis et le gouvernement français de Jules Ferry, les habitants de Mateur débutent une résistance à la colonisation du territoire tunisien. Devant cette situation, le général Léonard Forgemol de Bostquenard mobilise l'armée française à La Manouba et Bizerte, sous le commandement du général Pierre Léon Maurand et du colonel Perigord, et dirige certaines unités vers Mateur pour rétablir l'ordre. Les résistants sont alors obligés de s'installer dans la campagne avoisinante pour mener des attaques individuelles et en groupes contre l'armée française. Vu qu'ils ne sont pas en position de force, l'armée française maîtrise la situation. La ville passe sous le commandement du lieutenant-colonel Vinciguerra à partir du mois d'avril 1882. Le premier Conseil municipal de Mateur est installé le 12 octobre 1898 pour concrétiser et raffermir l'importance géographique et économique de la région.
L'importance militaire stratégique est constatée durant la campagne de Tunisie (Seconde Guerre mondiale) à travers les batailles entre les armées alliées et celles de l'Axe pour occuper la région de Mateur, ce qui renforce la domination de la ville sur les régions voisines.
Le 25 septembre 1937, la ville est le théâtre d'un attentat manqué contre le fondateur du Destour, Abdelaziz Thâalbi, alors que celui-ci entreprend une tournée de propagande. L'attentat s'inscrit dans le cadre des luttes fratricides opposant les partisans du Néo-Destour conduit par Habib Bourguiba à ceux du Destour.

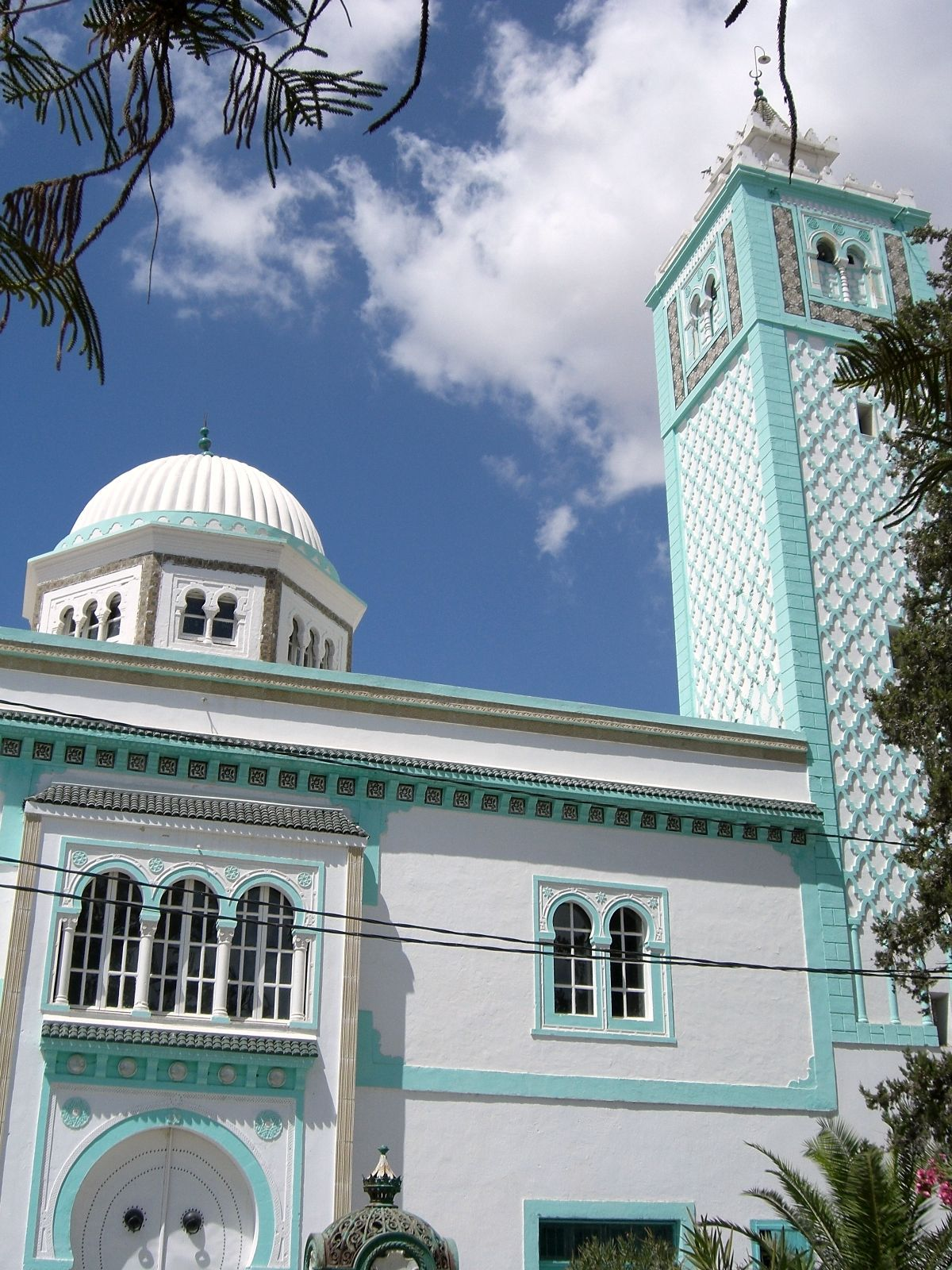
Mosquée Sidi Bouthnia.

Le 19 janvier 1952, des émeutes éclatent dans la ville dans la foulée du soulèvement armé de la Tunisie pour son accès à l'indépendance. Les forces de l'ordre ripostent durement en faisant six morts parmi les manifestants.
Durant l'année 2008, la municipalité de Mateur célèbre son 110e anniversaire.

## Économie
La ville de Mateur est située au cœur d'une région agricole de premier ordre en raison de la fertilité des terres de la plaine environnante. Un marché important s'y tient tous les vendredis et samedis au cours duquel on vend notamment du bétail et des céréales.
Il réunit des producteurs des localités voisines (Jefna, Joumine, Bazina, Sejnane, Ghezala, etc.) et des acheteurs venus de la Tunisie entière.
Mateur compte également deux zones industrielles où sont installées une vingtaine d'entreprises étrangères œuvrant dans des secteurs divers : câblage, mécanique, télécommunications, textile, lunetterie, etc.
Actuellement la ville abrite deux établissements universitaires :
- l'École supérieure d'agriculture ;
- l'Institut supérieur des sciences appliquées et de technologie de Mateur.